# Lastic (Cantal)
Lastic é uma comuna francesa na região administrativa de Auvérnia-Ródano-Alpes, no departamento de Cantal. Estende-se por uma área de 10,38 km². Em 2010 a comuna tinha 122 habitantes (densidade: 11,8 hab./km²).[carece de fontes?]